# Кингдон-Уорд, Фрэнк
Фрэнк Ки́нгдон-Уорд (англ. Frank Kingdon-Ward, имя при рождении — Фрэ́нсис Ки́нгдон Уорд — Francis Kingdon Ward, 1885—1958) — британский путешественник и ботаник в Восточной Азии, ведущий автор по коллекционированию растений.

## Биография
Фрэнсис Кингдон Уорд родился 5 ноября 1885 года в деревне Уиттингтон графства Ланкашир в семье Гарри Маршалла Уорда и Селины Мэри Кингдон. Отец длительное время был профессором ботаники Кембриджского университета, умер в 1906 году. Фрэнк учился в Школе Святого Павла в Лондоне, затем поступил в Колледж Христа. Из-за сложного материального положения семьи после смерти отца Фрэнк выпустился из колледжа за год до окончания курса и согласился на первую же работу школьного учителя в Шанхае. В свободное время Уорд, особо не интересовавшийся преподавательской деятельностью, постоянно путешествовал по Яве и Борнео. Через два года он получил возможность присоединиться к американской зоологической экспедиции вверх по Янцзы и по Тибету.
В 1910 году ливерпульский землевладелец Артур Килпин Булли нанял Кингдон-Уорда для сбора морозостойких растений в Китае, будучи в конфликте со своим предыдущим работником Джорджем Форрестом. В 1911 году Кингдон-Уорд во время своей первой одиночной экспедиции в Китай впервые обнаружил заросли меконопсиса Meconopsis speciosa. В 1912 году он вернулся в Англию, вскоре был избран членом Королевского географического общества. В 1913 году он снова отправился в Китай.

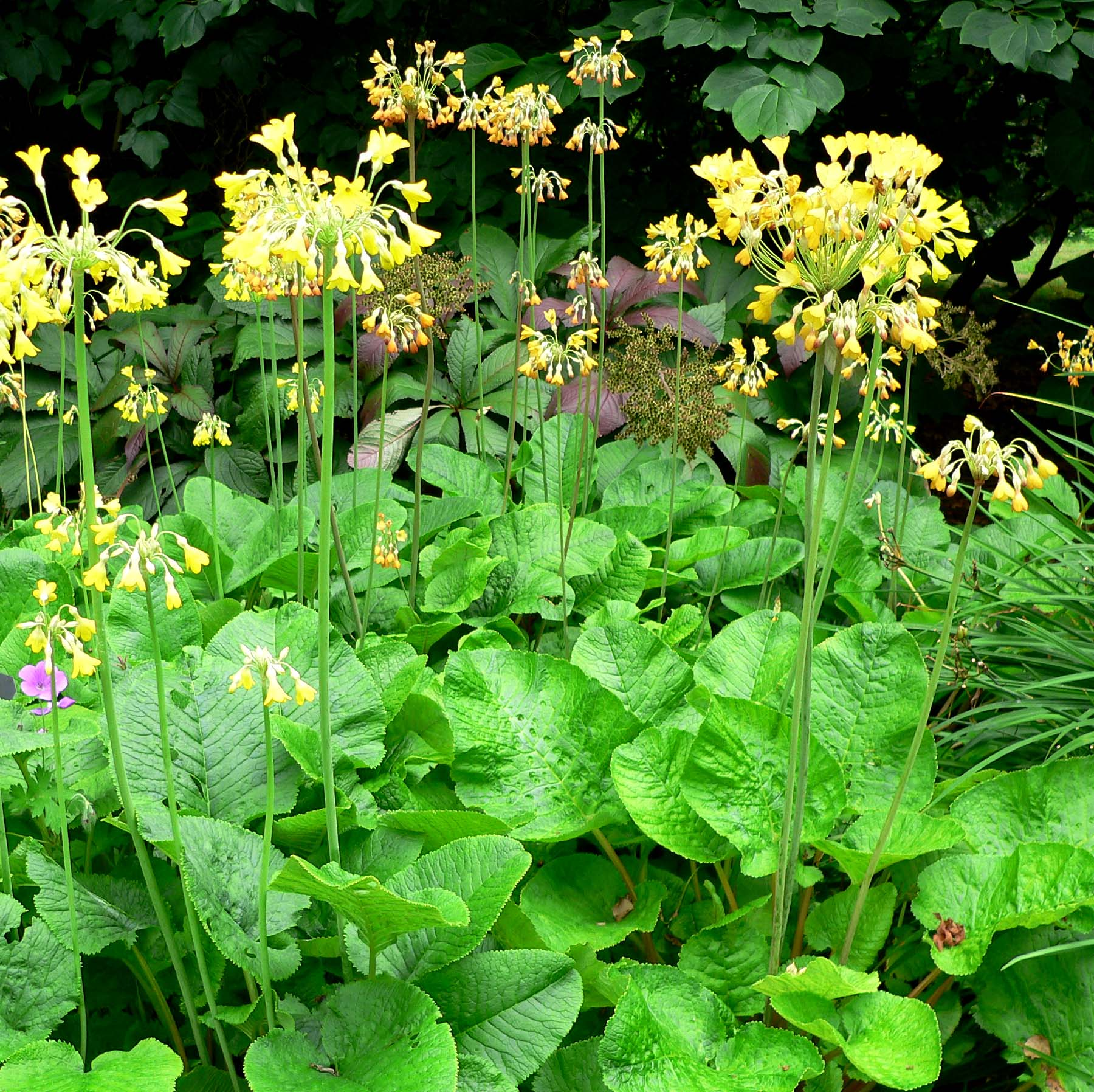
Первоцвет Флоринды, названный Кингдон-Уордом в честь своей первой жены

Во время Первой мировой войны Кингдон-Уорд служил в индийской армии, закончив войну в ранге капитана. После войны он некоторое время пытался организовать собственный питомник в Англии, однако потерпел неудачу и в 1921 году снова уехал в Азию. В 1923 году он вернулся и женился на Флоринде Норман-Томпсон.

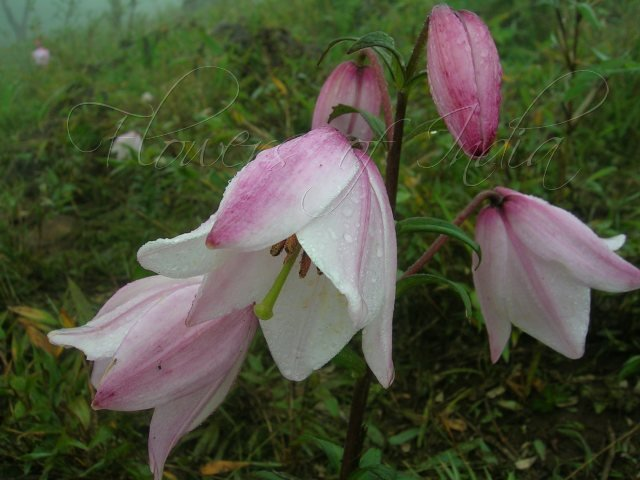
Lilium mackliniae, символ штата Манипур

В 1924 году Кингдон-Уорд отправился на экспедицию к истокам Брахмапутры, ещё с детства его привлекавшей, в поисках легендарных огромных водопадов. Эта экспедиция, прошедшая по обширным нетронутым человеком районам, показала, что водопады у истоков Брахмапутры в действительности не существуют. В 1927 году Фрэнк совершил восхождение на гору Япво в Ассаме, в 1929 году путешествовал по Лаосу. В 1933 году при поддержке Королевского садоводческого общества Кингдон-Уорд вновь объездил Тибет (пройдя путь около тысячи миль) и привёз в Англию сотни видов растений.
Во время Второй мировой войны капитан Уорд работал в британском Управлении специальных операции в Бирме, затем занимался обучением лётчиков выживанию в джунглях. После войны он на средства США отправился на поиски сбитых самолётов в Китае и Индии. Во время одной из таких поездок он обнаружил редкую декоративную лилию, позднее названную Lilium mackliniae в честь его второй жены, Джин Маклин.
С 1948 года Фрэнк и Джин Кингдон-Уорд совершили 6 ботанических экспедиций. В 1956 году 71-летний Кингдон-Уорд поднялся на гору Виктория, одну из наивысших точек Бирмы.
8 апреля 1958 года Фрэнк Кингдон-Уорд скончался.

## Некоторые научные публикации
- Kingdon Ward, F. On the road to Tibet. — 1910. — 141 p.
- Kingdon Ward, F. The land of the blue poppy: travels of a naturalist in eastern Tibet. — 1913. — 283 p.
- Kingdon Ward, F. In farthest Burma. — 1921. — 311 p.
- Kingdon Ward, F. The mystery rivers of Tibet. — 1923. — 316 p.
- Kingdon Ward, F. The romance of plant hunting. — 1924. — 275 p.
- Kingdon Ward, F. From China to Hkamti Long. — 1924. — 317 p.
- Kingdon Ward, F. The riddle of the Tsangpo gorges. — 1926. — 328 p.
- Kingdon Ward, F. Rhododendrons for everyone. — 1926. — 122 p.
- Kingdon Ward, F. Plant hunting on the edge of the world. — 1930. — 383 p.
- Kingdon Ward, F. A plant hunter in Tibet. — 1934. — 317 p.
- Kingdon Ward, F. Plant hunter's paradise. — 1937. — 347 p.
- Kingdon Ward, F. Assam adventure. — 1941. — 304 p.
- Kingdon Ward, F. Modern exploration. — 1945. — 124 p.
- Kingdon Ward, F. About this earth. — 1946. — 168 p.
- Kingdon Ward, F. Burma's icy mountains. — 1949. — 287 p.
- Kingdon Ward, F. Rhododendrons. — 1950. — 128 p.
- Kingdon Ward, F. Footsteps in civilization. — 1951. — 240 p.
- Kingdon Ward, F. Plant hunter in Manipur. — 1952. — 254 p.
- Kingdon Ward, F. Berried treasure. — 1954. — 192 p.
- Kingdon Ward, F. Return to the Irrawaddy. — 1956. — 224 p.

## Род растений, названный в честь Кингдон-Уорда
- Kingdon-wardia C.Marquand, 1929 [= Swertia L., 1753]